# Orlen Cup 2024
7. Orlen Cup – międzynarodowy mityng lekkoatletyczny, który odbył się 27 stycznia 2024 roku w Atlas Arenie w Łodzi.
Zawody były dziesiątą odsłoną znajdującego się w kalendarzu World Athletics Indoor Tour Bronze, cyklu prestiżowych zawodów halowych, organizowanych pod egidą World Athletics w sezonie 2024.
Rozegranych zostało 8 konkurencji.

## Wyniki
Najechanie kursorem na oznaczenie w kolumnie „Uwagi” spowoduje wyświetlenie się objaśnienia do wyniku.

### Mężczyźni
| Pozycja | Tor | Zawodnik      | Państwo                  | Czas | Uwagi |
| ------- | --- | ------------- | ------------------------ | ---- | ----- |
| 01 !    | 4   | Reynier Mena  | Kuba                     | 6,58 | PB    |
| 02 !    | 5   | Oliwer Wdowik | Polska                   | 6,60 | =     |
| 03 !    | 6   | Jeff Erius    | Francja                  | 6,61 | PB    |
| 4.      | 3   | Arthur Cissé  | Wybrzeże Kości Słoniowej | 6,62 | SB    |
| 5.      | 2   | Ali Chituru   | Włochy                   | 6,63 | =     |
| 6.      | 1   | Dominik Kopeć | Polska                   | 6,65 | SB    |
| 7.      | 8   | Adam Burda    | Polska                   | 6,83 |       |
| 08 !    | 7   | Patryk Krupa  | Polska                   | DNF  |       |

| Pozycja | Tor | Zawodnik          | Państwo   | Czas | Uwagi |
| ------- | --- | ----------------- | --------- | ---- | ----- |
| 01 !    | 6   | Lorenzo Simonelli | Włochy    | 7,50 | EL    |
| 02 !    | 5   | Jakub Szymański   | Polska    | 7,53 |       |
| 03 !    | 4   | Damian Czykier    | Polska    | 7,67 |       |
| 4.      | 3   | Krzysztof Kiljan  | Polska    | 7,74 |       |
| 5.      | 2   | Filip Demšar      | Słowenia  | 7,83 |       |
| 6.      | 8   | Štěpán Schubert   | Czechy    | 7,87 | PB    |
| 7.      | 7   | Ilari Manninen    | Finlandia | 7,94 |       |
| 8.      | 1   | Krystian Siniło   | Polska    | 8,14 |       |

| Pozycja | Zawodnik             | Państwo | Wynik | Uwagi |
| ------- | -------------------- | ------- | ----- | ----- |
| 01 !    | Norbert Kobielski    | Polska  | 2,25  | SB    |
| 02 !    | Yonathan Kapitolnik  | Izrael  | 2,22  | SB    |
| 03 !    | Dmytro Nikitin       | Ukraina | 2,14  |       |
| 03 !    | Wasilios Konstandinu | Cypr    | 2,14  | =     |
| 03 !    | Edoardo Stronati     | Włochy  | 2,14  | SB    |
| 03 !    | Jef Vermeiren        | Belgia  | 2,14  |       |
| 7.      | Mikołaj Szczęsny     | Polska  | 2,10  |       |
| 8.      | Kewin Małek          | Polska  | 2,10  |       |

| Pozycja | Zawodnik            | Państwo           | Wynik | Uwagi |
| ------- | ------------------- | ----------------- | ----- | ----- |
| 01 !    | Sam Kendricks       | Stany Zjednoczone | 5,82  | SB    |
| 02 !    | Ersu Şaşma          | Turcja            | 5,72  | =     |
| 02 !    | Robert Sobera       | Polska            | 5,72  | SB    |
| 4.      | Matěj Ščerba        | Czechy            | 5,62  | PB    |
| 5.      | David Holý          | Czechy            | 5,62  | PB    |
| 6.      | Piotr Lisek         | Polska            | 5,52  | SB    |
| 7.      | Emanuil Karalis     | Grecja            | 5,52  | SB    |
| 8.      | Rutger Koppelaar    | Holandia          | 5,52  | SB    |
| 9.      | Paweł Wojciechowski | Polska            | 5,52  | SB    |
| 10.     | Filip Kempski       | Polska            | 5,42  | PB    |

| Pozycja | Zawodnik              | Państwo   | Wynik | Uwagi |
| ------- | --------------------- | --------- | ----- | ----- |
| 01 !    | Leonardo Fabbri       | Włochy    | 21,26 | SB    |
| 02 !    | Chukwuebuka Enekwechi | Nigeria   | 21,14 | SB    |
| 03 !    | Rajindra Campbell     | Jamajka   | 21,13 | NR    |
| 4.      | Filip Mihaljević      | Chorwacja | 21,08 | SB    |
| 5.      | Michał Haratyk        | Polska    | 20,71 | SB    |
| 6.      | Szymon Mazur          | Polska    | 18,64 |       |
| 7.      | Rafał Kownatke        | Polska    | 18,32 |       |
| 8.      | Mateusz Helman        | Polska    | 17,02 | PB    |
| 9.      | Jakub Buchwald        | Polska    | 15,72 | PB    |

### Kobiety
| Pozycja | Tor | Zawodniczka             | Państwo | Czas | Uwagi |
| ------- | --- | ----------------------- | ------- | ---- | ----- |
| 01 !    | 4   | Ewa Swoboda             | Polska  | 7,04 | WL    |
| 02 !    | 5   | Zaynab Dosso            | Włochy  | 7,05 | NR    |
| 03 !    | 2   | Rani Rosius             | Belgia  | 7,17 | SB    |
| 4.      | 6   | Kryscina Cimanouska     | Polska  | 7,26 |       |
| 5.      | 3   | Martyna Kotwiła         | Polska  | 7,29 | SB    |
| 6.      | 5   | Marika Popowicz-Drapała | Polska  | 7,30 | SB    |
| 7.      | 3   | Õilme Võro              | Estonia | 7,31 | SB    |
| 8.      | 9   | Aleksandra Piotrowska   | Polska  | 7,38 |       |

| Pozycja | Tor | Zawodniczka      | Państwo | Czas        | Uwagi |
| ------- | --- | ---------------- | ------- | ----------- | ----- |
| 01 !    | 5   | Pia Skrzyszowska | Polska  | 7,85        | =EL   |
| 02 !    | 6   | Weronika Nagięć  | Polska  | 8,12        | SB    |
| 03 !    | 2   | Gréta Kerekes    | Węgry   | 8,13        | SB    |
| 4.      | 7   | Veronica Besana  | Włochy  | 8,17 (,163) |       |
| 5.      | 3   | Marika Majewska  | Polska  | 8,17 (,170) | =     |
| 6.      | 4   | Klaudia Wojtunik | Polska  | 8,18        |       |
| 7.      | 1   | Alicja Sielska   | Polska  | 8,27        | PB    |
| 8.      | 8   | Klaudia Siciarz  | Polska  | 8,37        |       |

| Pozycja | Zawodniczka     | Państwo         | Wynik | Uwagi |
| ------- | --------------- | --------------- | ----- | ----- |
| 01 !    | Maryja Żodzik   | Białoruś        | 1,89  |       |
| 02 !    | Paulina Borys   | Polska          | 1,85  | SB    |
| 03 !    | Fédra Fekete    | Węgry           | 1,80  | SB    |
| 4.      | Wiktoria Miąso  | Polska          | 1,80  |       |
| 5.      | Heta Tuuri      | Finlandia       | 1,80  | SB    |
| 5.      | Emily Borthwick | Wielka Brytania | 1,80  | SB    |
| 7.      | Alicja Wysocka  | Polska          | 1,75  | =     |

## Rekordy
Podczas mityngu ustanowiono 3 krajowe rekordy w kategorii seniorów:
| Zawodnik          | Reprezentacja | Konkurencja                    | Rezultat |
| ----------------- | ------------- | ------------------------------ | -------- |
| Lorenzo Simonelli | Włochy        | bieg na 60 metrów przez płotki | 7,50     |
| Rajindra Campbell | Jamajka       | pchnięcie kulą                 | 21,13    |
| Zaynab Dosso      | Włochy        | bieg na 60 metrów              | 7,05     |